# 선 (음식)

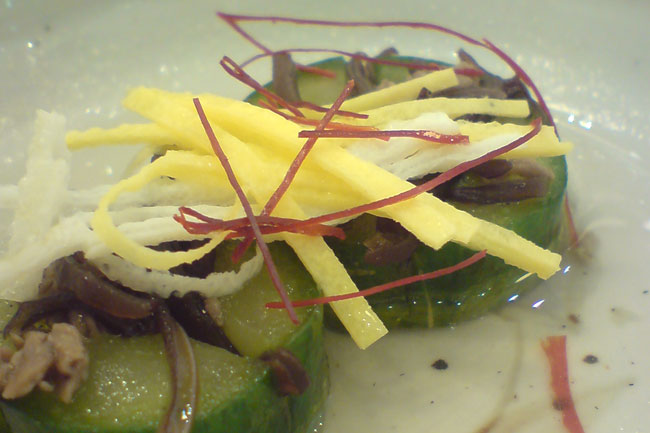
오이선

선(膳)은 한국의 전통요리로서 주재료인 채소에 칼집을 내어 쇠고기나 버섯으로 소를 넣고 육수를 부어 익혀낸 음식이다. 찜과 같은 방법으로 조리하되, 주재료가 육류·해산물 등의 동물성 식품인 찜 요리와 달리, 가지·오이·호박·배추 등 식물성 식품을 주재료로 한다는 차이점이 있으나 선 요리 중에 동물성 식품을 주재료로 한 것이 있고, 찜 요리에도 식물성 식품을 주재료로 한 것이 있어 그 개념이 명확하지 않다.
그러나 찜과 구분되는 선의 특징으로, 선에 사용하는 동물성 재료는 대개 생선에 국한되어, 쇠고기·돼지고기·닭고기 등은 주재료로 사용하지 않는다. 또한 선 요리는 주재료에 소를 넣고 찐 뒤 식초 또는 겨자장을 쳐서 내는 동일한 조리법을 공유한다. 그 예로, 호박에 칼집을 내어 소를 넣고 찐 음식은 호박선이라고 하지만, 소를 넣지 않고 쪄내어 양념장을 얹은 음식은 호박찜이라고 부른다. 따라서 선 요리는 채소 또는 생선에 칼집을 내어 소를 넣고 찐 음식이라고 특징지을 수 있다.
선의 이름은 사용하는 주재료에 따라 결정되며, 가지선, 호박선, 고추선, 동과선, 무선, 배추선, 두부선, 어선 등이 있다.

## 조리법
주재료가 되는 채소를 4-5cm 길이로 토막내어 십자 또는 평행하게 칼집을 넣고, 채소에서 수분이 어느정도 빠져나올 때까지 소금에 절인다. 쇠고기나 닭고기, 또는 양파 등을 잘게썰고 양념하여 소를 만들어 준비해 둔 채소 칼집 사이에 소를 넣고, 재료가 잠길 정도로 고기 육수나 채소 육수를 부어 5-10분 정도 끓이거나 찐다. 조리가 끝나면 석이버섯이나 홍고추, 계란 지단을 가늘게 채썰어 고명으로 얹는다.

## 역사
17세기 중반에 쓰인 '음식디미방(飮食知味方)'에 동과선에 대한 조리법이 기록되어있는데,“늙은 동아를 도독하게 저며서 살짝 데쳐내어 물기 없게 건져 기름을 넣고 심심하게 끓인 간장에 담갔다가 따라 버리고, 생강을 다져 넣고 달인 새간장에 다시 담가 두었다가 쓸 때 초를 쳐서 쓴다.”고 되어 있어, 오늘날의 선과 달리 소를 넣거나 찜의 개념이 없음을 알 수 있다.
19세기 후반에 쓰인 '시의전서(是議全書)'에 호박선에 대한 조리법이 기록되어 있는데,“애호박의 등쪽을 도려 내고 갖은 양념을 소로 넣고 푹 쪄낸 다음 그 위에 초장에 백청을 타서 붓고 고추·석이·달걀을 채쳐 얹고 잣가루를 뿌려 쓴다.”고 되어 있어, 조리법이 오늘날의 선과 비슷해지고 있다.
그러나 1930년대에 쓰인 '조선요리법' 등의 조리서에는 여전히 청어선·태극선·양선·달걀선 등 동물성 식품으로 만드는 선이 기록되어 있어 이때까지도 그 개념이 명확히 정리되지 못하고 있음을 볼 수 있다.
오늘날에는 식물성 재료나 생선에 소를 넣고 찐 음식으로 일부 제한되어 있다.

## 사진

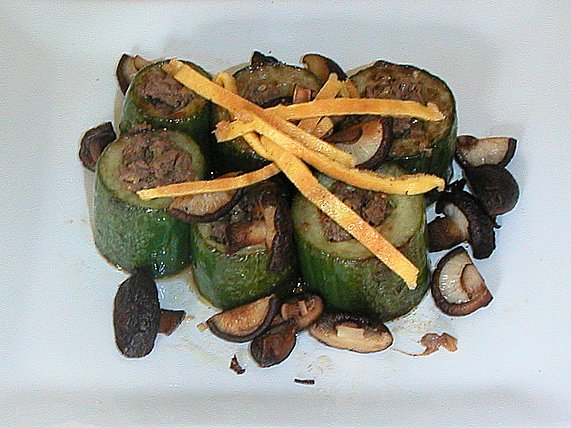
오이선
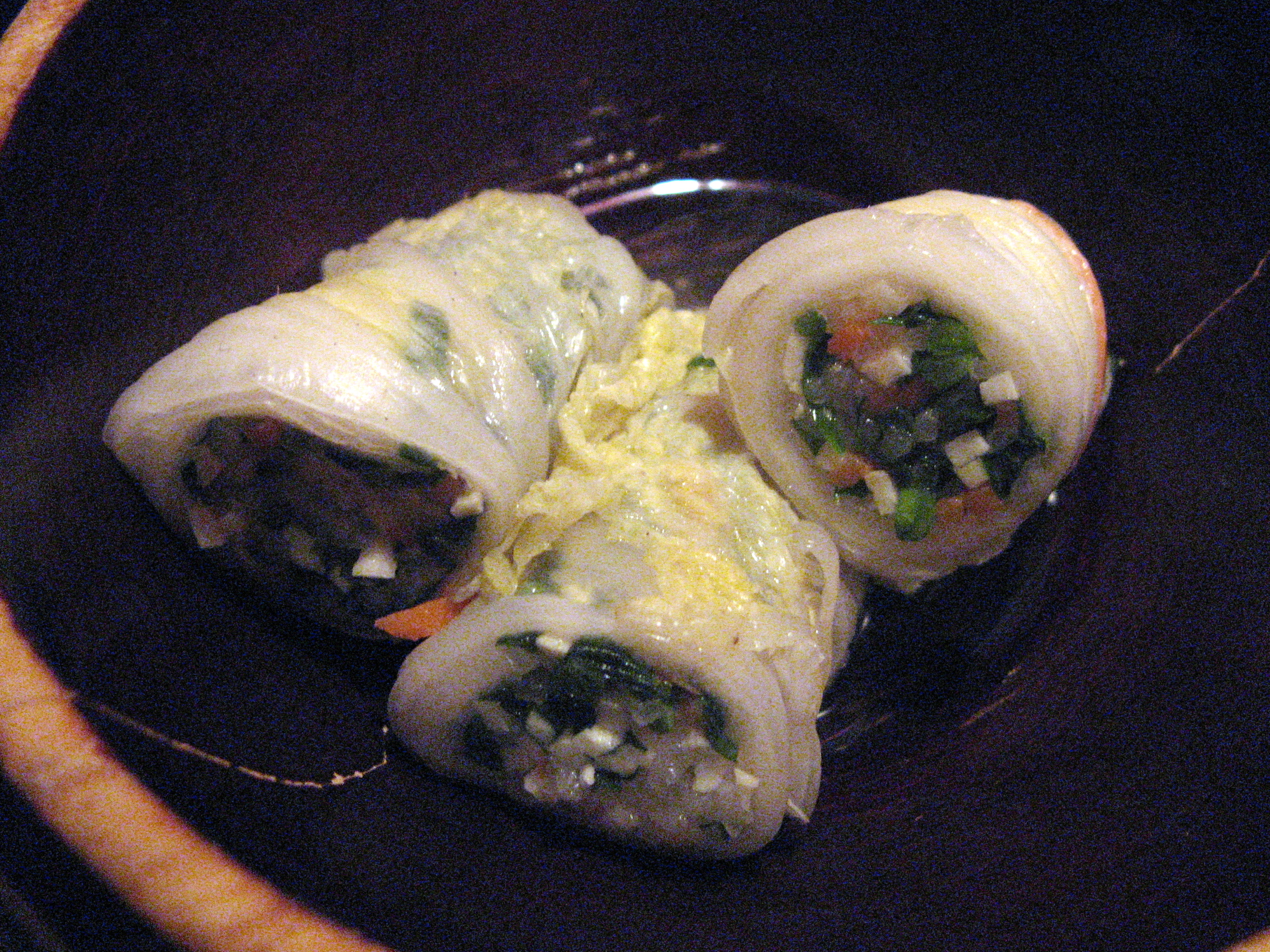
배추선

## 같이 보기
- 찜
- 만두
- 한국 요리
- 소를 넣은 음식 목록